# Gli acchiappamostri (serie televisiva)
Gli acchiappamostri (Eerie, Indiana) è una serie televisiva statunitense, trasmessa in Italia sui canali Italia 1 e Fox Kids.

## Trama
La trama vede la famiglia del quindicenne Marshall Teller che si trasferisce dal New Jersey a Eerie, Indiana, in una cittadina dove accadono strane cose come oggetti che spariscono e cani che parlano.
Gli altri personaggi sono la mamma del ragazzo, Marilyn e il papà Edgar, inventore a tempo perso; la sorella maggiore Syndi e il suo amico Simon Holmes.
Alcuni episodi hanno avuto la prestigiosa firma di Joe Dante.
Nonostante l'esiguo numero di episodi e la loro brevità, il serial ebbe un notevole seguito di fans negli Stati Uniti. La serie, infatti, ebbe anche un sequel nel 1998 (Eerie, Indiana, the Other Dimension), che non replicò lo stesso successo.

## Personaggi minori
- Radford (John Astin)
- Winifred Swanson (Belinda Balaski)
- Sergeant Knight (Harry Goaz)
- Mr. Radford and Fred Suggs (Archie Hahn)
- Mayor Winston Chisel (Gregory Itzin)
- The Anchorman (Doug Llewelyn)
- Elvis Presley (Steven Peri)
- Bertram Wilson (Dan Stanton)
- Ernest Wilson (Don Stanton)

## Episodi
| Stagioni       | Episodi | Prima TV Australia | Prima TV Italia |
| -------------- | ------- | ------------------ | --------------- |
| Prima stagione | 19      | 1991-1993          | 1993            |

## Curiosità
- In uno degli episodi Marshall incontra addirittura Elvis Presley.
- In un altro episodio, incontra un fantasma interpretato dal famoso Tobey Maguire.